# Valerianella lipskyi
Valerianella lipskyi är en kaprifolväxtart som beskrevs av Igor Alexandrovich Linczevski. Valerianella lipskyi ingår i släktet klynnen, och familjen kaprifolväxter. Inga underarter finns listade i Catalogue of Life.